# Галльская митрополия
Га́лльская митропо́лия (греч. Μητρόπολη Γαλλίας) или греческая митрополия Франции (фр. Métropole grecque orthodoxe de France) — епархия Константинопольской православной церкви с центром в Париже, охватывающая территорию Франции.

## История
Епархия была образована 5 февраля 1963 года и объединила все греческие приходы, находящиеся на территории Франции, Бельгии, Люксембурга, Испании и Португалии. 22 октября 1963 года митрополит Мелетий (Карабинис) был назначен первым управляющим новосозданной митрополии.
12 августа 1969 года греческие приходы на территории Бельгии и Люксембурга были выделены в отдельную Бельгийскую митрополию.
20 января 2003 году приходы на территории Испании и Португалии были также выделены в самостоятельную Испанскую и Португальскую митрополию.
В связи с упразднением 27 ноября 2018 года Экзархата приходов русской традиции в Западной Европе и присоединении большей части его приходов к Русской православной церкви в 2019 году, 18 приходов бывшего экзархата во Франции перешли в подчинение Галльской митрополии. 4 июля 2020 года в Мёдоне прошло общее учредительное собрание «русского» викариатства Галльской митрополии, официально — викариатства Святой Марии Парижской и святого Алексия праведного. При этом в греческой традиции слово «викариатство» тождественно термину благочиние в русском православии.

## Управляющие митрополией
- Мелетий (Карабинис) (22 октября 1963 — 9 июня 1988)
- Иеремия (Каллийоргис) (9 июня 1988 — 20 января 2003)
- Эммануил (Адамакис) (20 января 2003 — 16 февраля 2021)
- Ириней (Аврамидис) (16 февраля — 25 июля 2021) в/у, еп. Ригийский
- Димитрий (Плумис) (с 25 июля 2021 года)

### Викарии
- епископ Сасимский Иеремия (Каллийоргис) (31 января 1971 — 9 июня 1988)
- епископ Клавдиопольский Власий (Лавриотис) (15 октября 1978 — 2 июня 1985)
- епископ Аргиропольский Иаков (Папавасилопулос) (14 июля 1985 — 9 июня 1988)
- епископ Назианзский Стефан (Хараламбидис) (25 июля 1987 — 13 марта 1999)
- епископ Ригийский Ириней (Аврамидис) (с 8 февраля 2015)
- епископ Мелитинийский Максим (Пафилис) (10 ноября 2018 — 20 июля 2021)

## Монастыри
К Галльской митрополии относятся монастыри:
- Монастырь Святого Николая (Ла-Далмери) — мужской монастырь
- Успенский монастырь (Ла-Фори) — мужской монастырь
- Покровский монастырь (Бюсси-ан-От) — женский монастырь
- Казанский скит (Муазне) — мужской скит[8]

В формальном подчинении митрополии находятся афонские подворья монастыря Симонопетра во Франции:
- Монастырь Святого Антония (Сен-Лоран-ан-Руайан) — мужской монастырь со скитом святой Марии Египетской на острове Поркероль
- Покровский монастырь (Солан) — женский монастырь
- Преображенский монастырь (Террассон) — женский монастырь